# 糖杆菌属
糖杆菌属为腸桿菌科的一个属。该属的模式种为发酵糖杆菌（Saccharobacter fermentatus）。

## 下属物种
- 发酵糖杆菌 Saccharobacter fermentatus Yaping et al. 1990